# Polyidus (dichter)
Polyidus (Oudgrieks: Πολύϊδος / Polýïdos, ook wel Πολύειδος / Polýeidos of Πολυείδης / Polyeídēs) was een beroemd oud-Grieks dithyrambendichter – en ook niet onbegenadigd schilder en musicus – in de eerste helft van de 4e eeuw v.Chr.
Hij wordt ook als treurspeldichter genoemd. Philotas, een van zijn leerlingen, zou de musicus Timotheus hebben verslagen in een wedstrijd, waarover Polyidus zou hebben opgeschept en waarop Stratonicus van Athene met een gevatte opmerking reageerde. Polyidus zijn muziekstukken en gedichten stonden klaarblijkelijk bekend om hun vele franjes in vergelijken met die van Timotheus. Zijn populariteit blijkt ook uit een vermelding in een inscriptie op Kreta, waarin Menecles van Teos wordt geprezen voor het spelen "op de kithara (op de wijze) van Timotheus en Polyidus". Een van zijn werken was getiteld Atlas, waarin Atlas een Libische herder was, die door Perseus met diens Gorgonenhoofd in steen werd veranderd.